# Thomas Cook Airlines Belgium
Thomas Cook Airlines Belgium was een luchtvaartmaatschappij onder Belgische licentie die zowel chartervluchten uitvoerde naar vakantieoorden voor touroperators Neckermann, Thomas Cook en Pegase als lijnvluchten uitvoerde voor eigen rekening.
Ze behoorde tot de Thomas Cook Group. Met de luchtvaartmaatschappijen Thomas Cook Airlines Belgium, Condor, Thomas Cook Airlines Scandinavia en Thomas Cook Airlines (UK), in totaal ongeveer tachtig vliegtuigen, beschikte de Thomas Cook Group over een uitgebreide vakantievloot.
Thomas Cook Airlines Belgium vloog vanaf de nationale luchthaven Brussels Airport. De maatschappij vloog uitsluitend korte- en middellangeafstandsvluchten. De langeafstandsvluchten van Neckermann, Thomas Cook en Pegase werden uitgevoerd door zustermaatschappij Condor met vliegtuigen van het type Boeing 767-300ER.
De vloot bestond uit vliegtuigen van het type Airbus A320-200 met 180 economy class-stoelen aan boord. Op de eerste rijen stoelen werd een Premium Service aangeboden.

## Geschiedenis
Thomas Cook Airlines Belgium werd opgericht op 15 december 2001 en vloog voor het eerst op 13 maart 2002. In januari 2004 werd het mogelijk om ook seats-only te boeken. Op 15 november 2012 werd de IATA-code gewijzigd van FQ naar HQ. De luchtvaartmaatschappij presenteerde in oktober 2013 een nieuw logo in de vorm van een zonnig hart. Ook een nieuwe beschildering voor de vliegtuigen, met grijs en geel als belangrijkste kleuren, werd toen voorgesteld aan het publiek. 
In maart 2017 werd bekend dat Thomas Cook Airlines Belgium zou worden overgenomen door Brussels Airlines. De activiteiten werden geïntegreerd in Brussels Airlines. Twee vliegtuigen verhuisden mee. Het vliegend personeel dat een vast contract had, werd automatisch overgenomen volgens cao 32bis. Twee andere toestellen en personeel zijn overgenomen door SHS Aviation, VLM Airlines. Eén toestel keerde terug naar de Thomas Cook Airlines Group. De laatste vlucht van Thomas Cook Airlines Belgium vond plaats op 27 oktober 2017.

## Vloot
| Historische samenstelling vloot | Historische samenstelling vloot | Historische samenstelling vloot | Historische samenstelling vloot | Historische samenstelling vloot | Historische samenstelling vloot                                                   |
| Type                            | Registratie                     | Serienummer                     | in vloot                        | uit vloot                       | Opmerking                                                                         |
| ------------------------------- | ------------------------------- | ------------------------------- | ------------------------------- | ------------------------------- | --------------------------------------------------------------------------------- |
| Airbus A319-132                 | OO-TCS                          | 2362                            | 2012                            | 2015                            | Naar Bangkok Airways (2016-2021) als HS-PPN                                       |
| Airbus A320-231                 | G-CVYG, OO-TCG                  | 443                             | 2002                            | 2003                            | Twee zomers bij Thomas Cook Belgium, in 2003 naar Thomas Cook Airlines als G-BVYG |
| Airbus A320-231                 | OO-TCB                          | 357                             | 2002                            | 2004                            | Naar Thomas Cook Airlines als G-BVYB                                              |
| Airbus A320-231                 | OO-TCC                          | 411                             | 2002                            | 2004                            | Naar Thomas Cook Airlines als G-BVYC                                              |
| Airbus A320-231                 | OO-TCF                          | 354                             | 2002                            | 2004                            | Naar Thomas Cook Airlines als G-BVYA                                              |
| Airbus A320-214                 | OO-TCI                          | 1975                            | 2004                            | 2015                            | Naar Air Canada als C-FGKH                                                        |
| Airbus A320-214                 | OO-TCJ                          | 1787                            | 2004                            | 2014                            | Naar Air Canada als C-FGJI                                                        |
| Airbus A320-212                 | OO-TCK                          | 343                             | 2005                            | 2009                            | Naar XL Airways France als F-GKHK                                                 |
| Airbus A320-232                 | OO-TCN                          | 425                             | 2006                            | 2012                            | Naar XL Airways France als F-GKHN                                                 |
| Airbus A320-214                 | OO-TC0                          | 1306                            | 2007                            | 2017                            | Naar VivaColombia als HK-4818                                                     |
| Airbus A320-214                 | OO-TCP                          | 653                             | 2008                            | 2013                            | Gesloopt in 2014                                                                  |
| Airbus A320-214                 | OO-TCH                          | 1929                            | 2003 2008                       | 2005 zomer 2017                 | *2005-2008: Naar Condor Airlines *Naar Brussels Airlines als OO-TCH               |
| Airbus A320-212                 | OO-TCT                          | 1402                            | 2015                            | zomer 2017                      | Naar VLM Airlines als OO-TCT                                                      |
| Airbus A320-214                 | OO-TCV                          | 1968                            | 2015                            | zomer 2017                      | Naar Brussels Airlines als OO-TCV                                                 |
| Airbus A320-214                 | OO-TCW                          | 1954                            | 2015                            | zomer 2017                      | Naar Thomas Cook Airlines als G-TCAE                                              |
| Airbus A320-212                 | OO-TCX                          | 1381                            | 2015                            | zomer 2017                      | Naar VLM Airlines als OO-TCX                                                      |

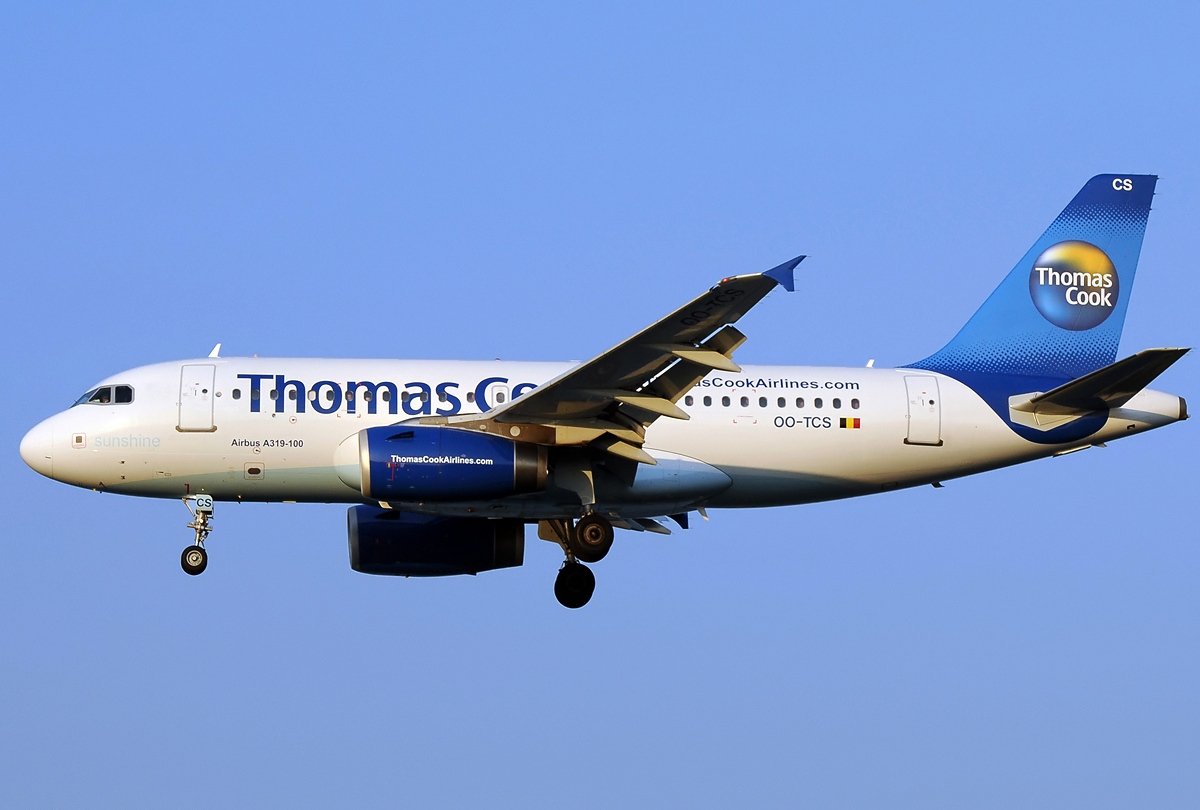
Airbus A319-132 (OO-TCS) in de oude Thomas Cook livery
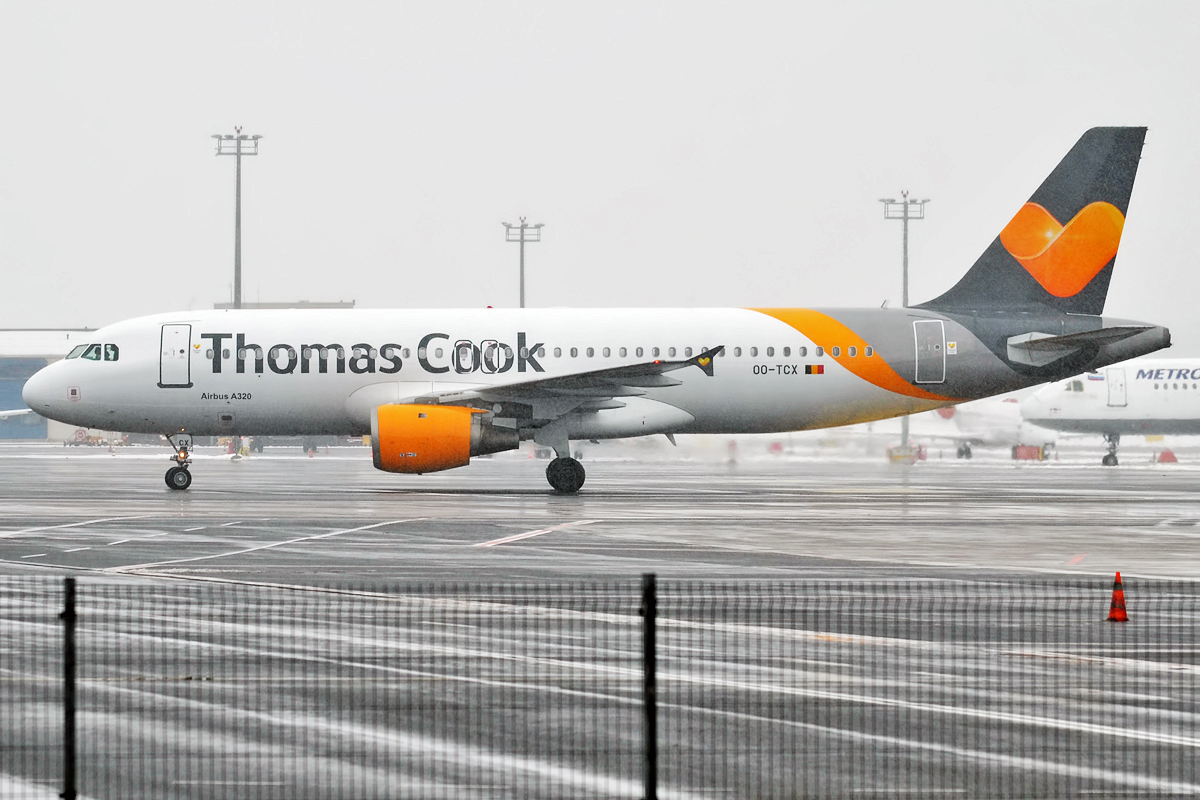
Airbus A320-212 (OO-TCX) in de nieuwe livery
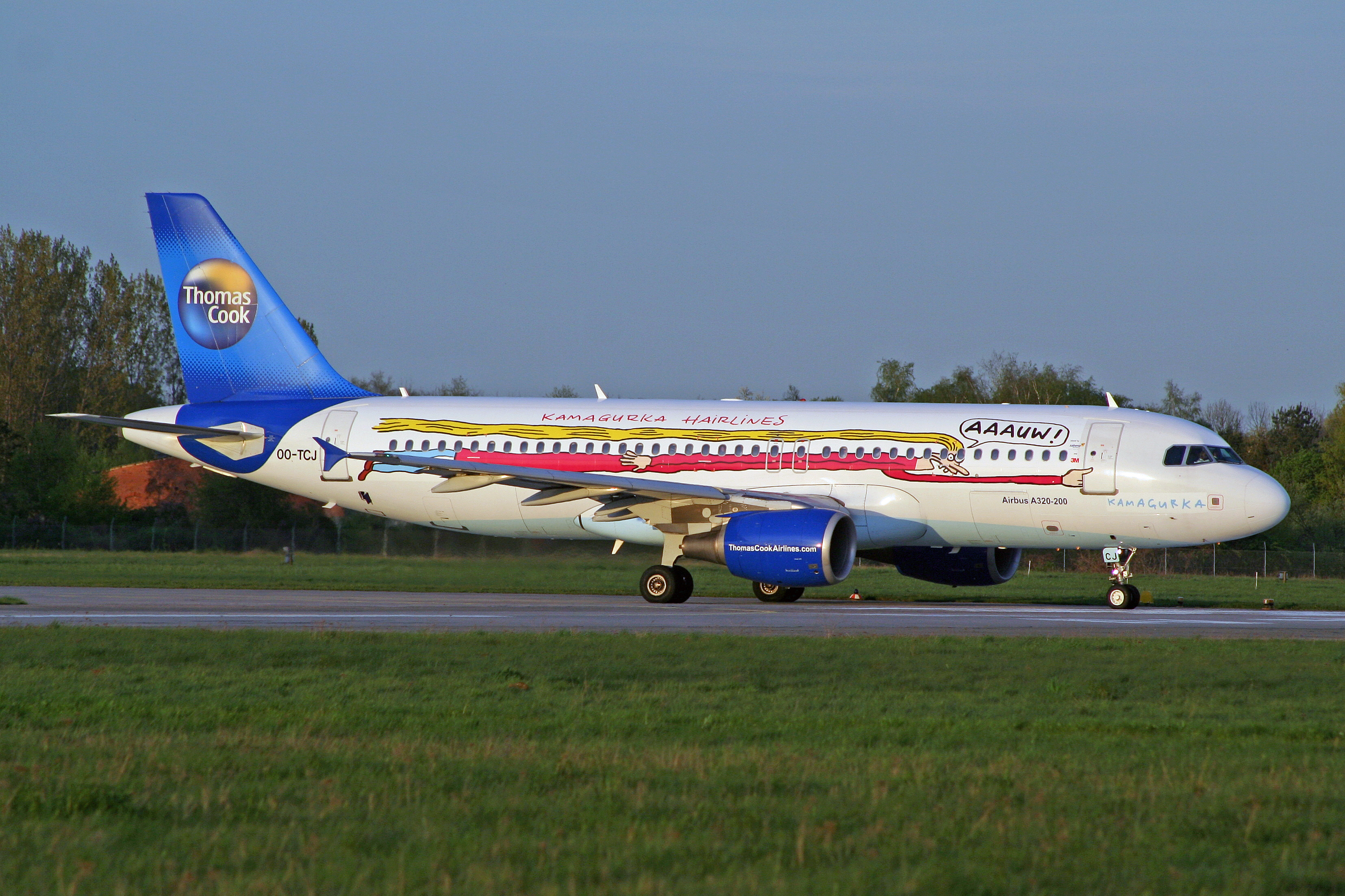
Airbus A320-214 (OO-TCJ) met speciale Kamagurka livery
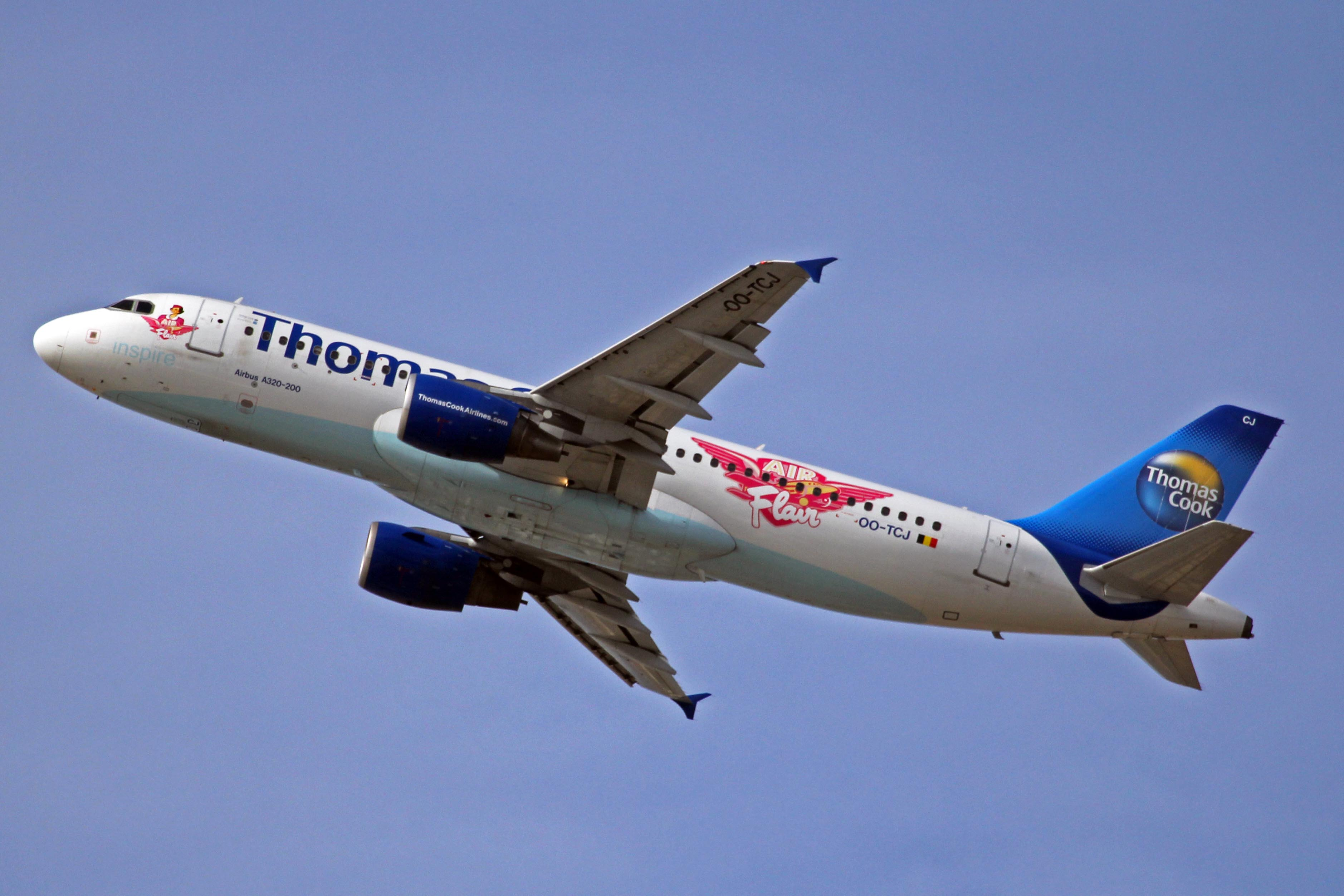
Airbus A320-214 (OO-TCJ) met Flair logo
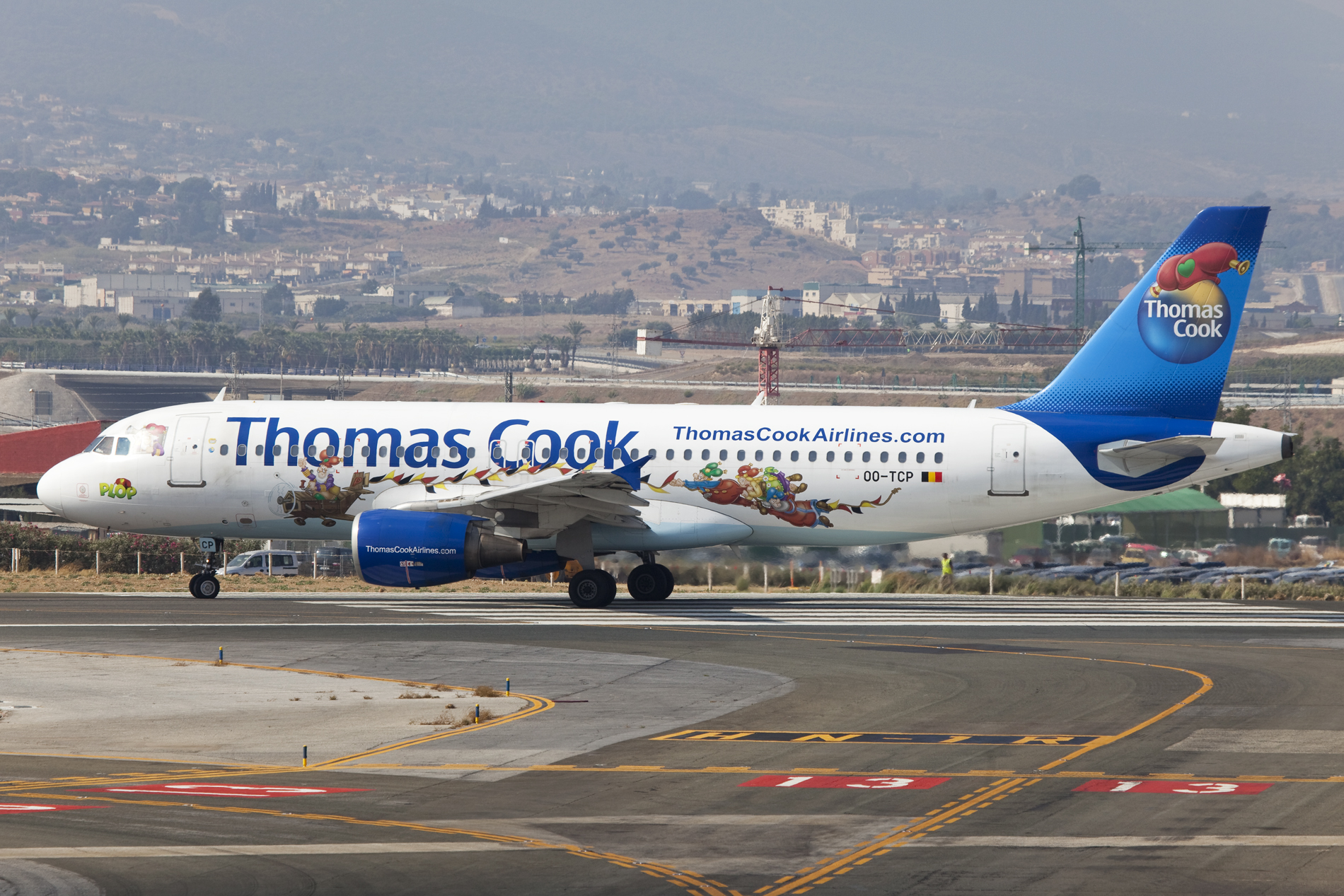
Airbus A320-214 (OO-TCP) met Kabouter Plop livery